# 卡洛·帕拉姆
卡洛·帕拉姆（Carlo Paalam，1998年7月16日—），生于布基农省，菲律宾男子拳击运动员，2018年亚洲运动会男子49公斤级铜牌得主、2020年夏季奥林匹克运动会男子52公斤级银牌得主。